# Iglesia de San Pedro Mártir (Costur)
La iglesia parroquial de San Pedro Mártir de Costur, en la comarca del Alcalatén, Provincia de Castellón (España), es un templo católico catalogado de forma genérica Bien de Relevancia Local, con código 12.04.049-001, según la Disposición Adicional Quinta de la Ley 5/2007, de 9 de febrero, de la Generalidad Valenciana, de modificación de la Ley 4/1998, de 11 de junio, del Patrimonio Cultural Valenciano (DOCV Núm. 5.449 / 13/02/2007).

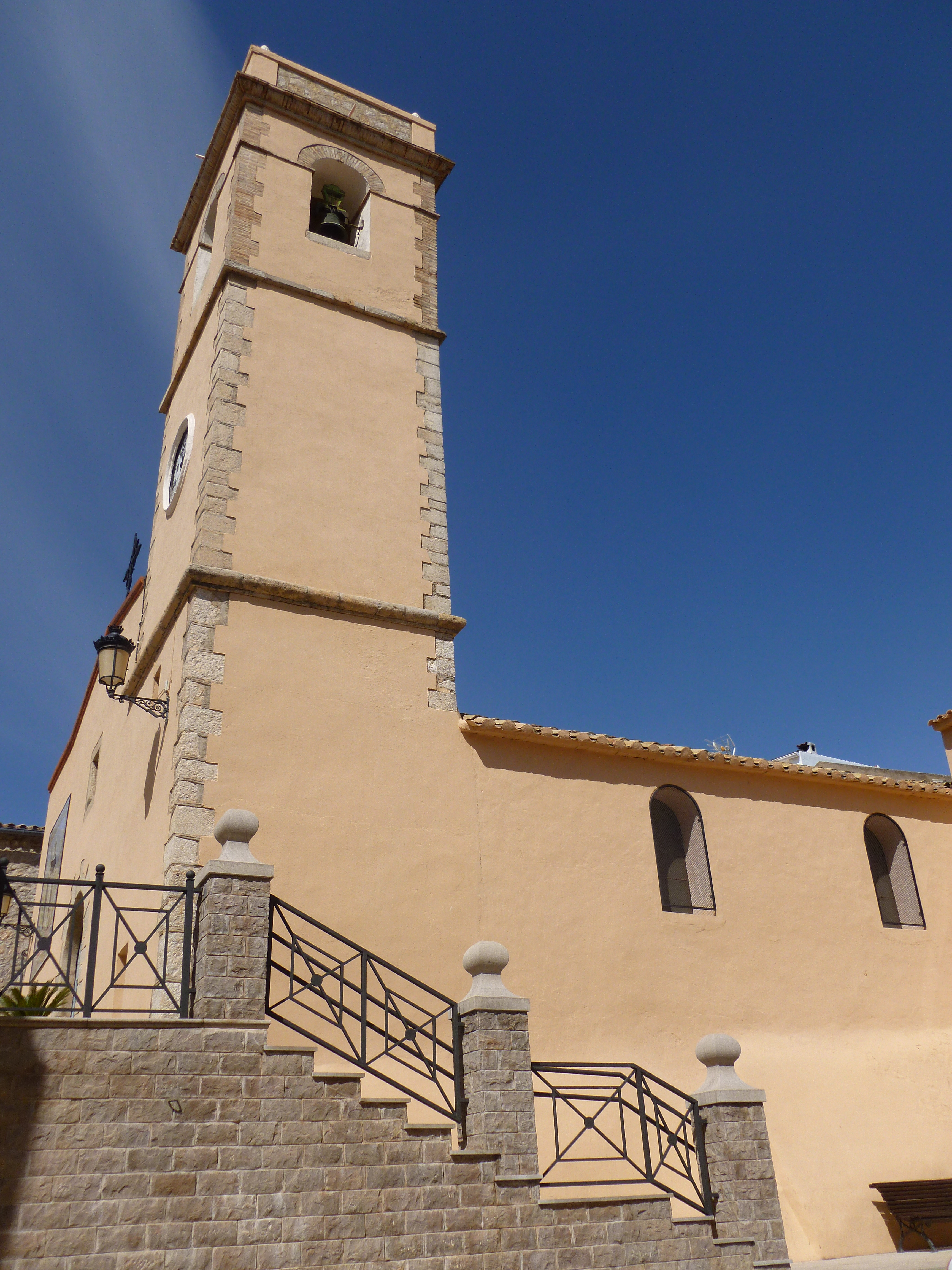
Detalle del campanario

En un primer momento se construyó como ermita, consiguiendo en el año 1785 su estatus actual de parroquia, perteneciendo al arciprestazgo número 14, conocido como de San Vicente Ferrer (de Lucena del Cid), de la Diócesis de Segorbe-Castellón, siendo su advocación San Pedro Mártir de Verona.
Se trata de un edificio de gran fachada y dimensiones reducidas, con planta de tres naves, siendo la central de una altura superior.
Respecto a su interior, destaca por presentar una ornamentación escasa, destacando fundamentalmente la pila bautismal, que data del románico y que tiene su origen en la ermita de San Salvador del Castillo de Alcalatén.